# خرب الأمني (وادي الدواسر)
خرب الأمني، هي قرية من فئة (ب) تقع في محافظة وادي الدواسر، والتابعة لمنطقة الرياض في السعودية. وتبعد خرب الأمني عن محافظة وادي الدواسر بمسافة تقارب () كم.